# Carladès
El Carladès (en occità Carladés, en francès Carladez o Carladés) és un territori històric occità, a l'Alvèrnia, amb capital a Orlhac, que en l'actualitat constitueix el departament de Cantal.
Conformà a l'Alta edat mitjana el vescomtat de Carlat, que en el segle x fou incorporat en part als dominis del Casal de Provença. Arran del matrimoni de Dolça de Provença amb el comte Ramon Berenguer III de Barcelona, el vescomtat passà més tard als dominis d'en Ramon Berenguer IV. Dins dels dominis del rei trobador Alfons I el Cast, constituïa el territori més septentrional i fou donat en feu als vescomtes de Rodés, que en posseïen l'altra part. Després de la batalla de Muret (1213), el Carladès romangué sota els dominis del Casal d'Aragó. El 1276 s'incorporà als dominis del segon fill de Jaume I de Catalunya-Aragó, Jaume II de Mallorca, juntament amb Montpeller, Rodés i Rosselló-Cerdanya. El rei Jaume III de Mallorca els cedí el 1349 a la Corona de França per sufragar la campanya per recuperar el regne de Mallorca.